# Xylóza
Xylóza je monosacharid, patří mezi aldopentózy (aldózy s pěti atomy uhlíku). Jeho sumární vzorec je C5H10O5. Existují dva enantiomery, D-xylóza a L-xylóza. Vzniká jako jeden z produktů rozkladu hemicelulózy. Podobně jako většina monosacharidů může v závislosti na podmínkách vytvořit různé izomerní struktury a díky volnému poloacetalovému hydroxylu je (společně se všemi monosacharidy) redukujícím sacharidem.

## Struktura
Acyklická forma xylózy má vzorec HOCH2(CH(OH))3CHO. V roztocích se mnohem více vyskytují cyklické hemiacetalové izomery – pyranózy, s šestičlenným C5O kruhem, a furanózy s pětičlenným C4O kruhem a skupinou CH2OH. Každá z nich má pak další izomery. Pravotočivá D-xylóza se vyskytuje v živých organismech, levotočivá L-xylóza se v přírodě nevyskytuje, ale lze ji připravit uměle.

## Výskyt
Xylóza je hlavní složkou hemicelulózy xylanu, jenž tvoří 30 %hmoty některých rostlin (například břízy) a mnohem méně u jiných (kolem 9 % u smrku a borovice). Poprvé ji izoloval finský vědec Koch roku 1881, ovšem komerčně využitelnou, s cenou podobnou ceně sacharózy se stala až kolem roku 1930.

## Použití

### Výroba chemických látek
Kysele katalyzovanou degradací hemicelulózy vzniká furfural, průmyslové rozpouštědlo a prekurzor syntetických polymerů.

### Spotřeba člověkem
Xylóza je metabolizována v lidském organismu, ačkoli nejde o hlavní živinu a je vylučována ledvinami.

### Výroba vodíku
Roku 2014 byl oznámen objev procesu, při kterém se z xylózy za teploty 50 °C a atmosférického tlaku uvolňuje vodík s téměř 100% účinností. Do procesu je zapojeno 13 enzymů.

### Deriváty
Redukcí (katalytickou hydrogenací) xylózy vzniká cukerný alkohol xylitol. Oxidací aldehydové skupiny vzniká kyselina xylová.